# Артас
Артас Менетил (англ. Arthas Menethil) — один из основных персонажей серии компьютерных игр Warcraft, фигурирующий как один из протагонистов Warcraft III: Reign of Chaos, Warcraft III: The Frozen Throne и Warcraft III: Reforged, главный антагонист и финальный босс World of Warcraft: Wrath of the Lich King. Также Артас является основным действующим лицом романа Arthas: Rise of the Lich King и персонажем второго плана в романах Warcraft: Of Blood and Honor и Thrall: Twilight of The Aspects. Вне вселенной Warcraft он появляется в игре-кроссовере Heroes of the Storm.
Принц Артас впервые появляется в Warcraft III: Reign of Chaos как молодой паладин и наследный принц королевства Лордерон, пытающийся спасти свой народ от чумы, превращающей людей в нежить. Однако позже коварная ловушка Короля-лича вынудила Артаса взять рунный меч Ледяная Скорбь, лишиться своей души и стать рыцарем смерти на службе нежити, принёсшим множество бед родной земле. В концовке Warcraft III: The Frozen Throne Артас сам становится Королём-личем и властвует над нежитью, пока не гибнет в World of Warcraft: Wrath of the Lich King.
Образ Артаса получил положительные отзывы игроков и критиков: он неоднократно признавался одним из самых убедительных злодеев в видеоиграх. Киножурнал Empire назвал Артаса Менетила самой трагической фигурой в истории Warcraft. На английском языке Артаса озвучивали Джастин Гросс в Warcraft III и Патрик Сайц в World of Warcraft, в русском переводе — Владимир Вихров (Warcraft III) и Артём Кретов (World of Warcraft и Heroes of the Storm), на французском языке — Пьер Тессье, на итальянском языке — Клаудио Монета.

## Биография
Принц Артас Менетил родился за четыре года до Первой войны в семье короля Теренаса Менетила II. Молодой принц рос в те времена, когда земли всего Азерота были пронизаны войной, поэтому он с детства обучался воинскому искусству у Мурадина Бронзоборода, брата короля дворфов Магни. Несмотря на своё безрассудство и упрямство, Артас проявил большие задатки: под покровительством Утера Светоносного в возрасте 19 лет он вступил в орден Рыцарей Серебряной Длани, стал прославленным воином и популярным командующим. Одним из его самых известных подвигов стала победа над троллями, атаковавшими королевство эльфов Кель’Талас. Артас с детства дружил с Варианом Ринном, принцем союзного королевства Штормград, и волшебницей Джайной Праудмур, дочерью адмирала Дэлина Праудмура. Их отношения с Джайной переросли во влюблённость, но молодые люди расстались, чтобы она могла сосредоточиться на своём магическом обучении, а он — на своих обязательствах перед Лордероном.

### В Warcraft III: Reign of Chaos
Артас впервые представлен игрокам как герой-паладин, под руководством своего наставника Утера защищающий подданных от набегов орков. Затем Артасу поручено сопровождать свою давнюю возлюбленную Джайну, по заданию ордена магов исследующую появление в Лордероне загадочной чумы. В ходе расследования они встречают всё больше нежити и выясняют, что болезнь распространяется через заражённое зерно и не просто убивает людей, а обращает их в зомби. Прибыв в полностью заражённый чумой город Стратхольм, Артас приказывает убить всех жителей, не дав им превратиться в живых мертвецов, однако Джайна, Утер и часть рыцарей Серебряной Длани, поражённые такой жестокостью, игнорируют приказ и оставляют принца. В Стратхолме Артас встречает контролирующего чуму демона-натрезима Мал’Ганиса, который уходит от боя и предлагает встретиться на холодном северном континенте Нордсколе. Не слушая предупреждения Джайны, Артас пускается в погоню за демоном.
В Нордсколе Артас встречает экспедицию дворфов, искавших легендарный рунный меч Ледяная Скорбь под командованием Мурадина Златобородого — друга и наставника Артаса. Вскоре после того, как Артас приступает к поискам Мал’Ганиса, приходит приказ короля о возвращении его войск в Лордерон; принц, чтобы не прерывать охоту за демоном, сжигает корабли, на которых люди приплыли в Нордскол, и сваливает вину за это на наёмников, которые выполняли его же приказ. Так как положение становится безвыходным, Артас и Мурадин решают пробиться к мечу Ледяная Скорбь; однако, добравшись до клинка, они обнаруживают, что на том лежит проклятие. Мурадину и духу-стражу не удаётся отговорить Артаса: он забирает меч и оставляет Мурадина умирать. Используя новое оружие, Артас побеждает армию Мал’Ганиса и убивает его, но сам попадает под влияние Короля-лича. После возвращения в Лордерон его встречают как героя, однако во время аудиенции со своим отцом принц убивает короля Теренаса и провозглашает падение Лордерона.
Встретив Повелителя ужаса Тихондрия, падший принц узнаёт, что его меч был создан Королём-личом для захвата душ. Душу Артаса он похитил первой: теперь бывший паладин стал слугой нежити и выступает в кампании нежити как рыцарь смерти. По заданию Тихондрия Артас достаёт из могилы тело им же убитого некроманта Кел’Тузада, убивает бывших собратьев из ордена Серебряной Длани (в том числе лорда Утера) и отправляется для воскрешения мага в Кель’Талас. Преодолевая яростное сопротивление эльфов во главе с Сильваной Ветрокрылой, Артас пробивается к Солнечному Колодцу — мощному источнику магии в эльфийской столице Луносвете, воскрешает Кел’Тузада как лича, а саму Сильвану обращает в банши. Кел’Тузад же и рассказывает Артасу об истинном предназначении нежити — устранении всех сил, которые могли бы помешать массированному вторжению армии демонов, известной как Пылающий Легион. Ранее для этой цели планировалось использовать орков, но они не смогли нанести людям Азерота поражение. Самому Кел’Тузаду доверено проведение ритуала призыва командира демонов Архимонда, для чего армия нежити пробивается в Даларан. После завершения призыва Артас с возмущением понимает, что Плеть и сам Король-лич демонам больше не нужны, но Кел’Тузад призывает его к спокойствию.
Последний раз Артас появляется в игре в кампании ночных эльфов, встречаясь с недавно выпущенным из темницы Иллиданом. После короткого поединка герои признают равенство сил, и Артас предлагает эльфу захватить череп Гул’дана — мощный магический артефакт, с помощью которого Иллидан может убить Тихондрия, одного из сильнейших Повелителей ужаса и «начальника» Артаса. Иллидан принимает план принца, таким образом, рыцарь смерти предаёт Пылающий Легион.

### В Warcraft III: The Frozen Throne
Вернувшись из Калимдора после поражения Пылающего Легиона, Артас требует именовать себя королём и решает отбить своё королевство у натрезимов, оставленных управлять Лордероном. Однако, продолжая истребление паладинов, Артас ощутил, что его сила уменьшилась, и начал слышать призывы Короля-лича, приказавшего ему немедленно вернуться в Нордскол. С боем вырвавшись из столицы и пережив покушение вышедшей из-под контроля Короля-лича Сильваны, Артас отплывает на северный континент, где сталкивается с силами наг и эльфов крови под командованием старого недруга — принца Кель’Таса — и узнаёт, что они служат Иллидану, прибывшему в Нордскол по приказу повелителя демонов Кил’джедена разрушить Ледяной Трон в наказание за предательство Легиона. Несмотря на то, что его силы продолжают убывать из-за повреждения, которое Иллидан нанёс Ледяному Трону, Артас во главе своей армии и с помощью повелителя могил Ануб’арака пробивается к леднику Ледяная Корона, где и расположен Ледяной Трон, почти одновременно с войсками Иллидана. Нежить побеждает в битве, а сам Артас наносит поражение Иллидану в дуэли, после чего разбивает темницу Нер’зула и становится единой сущностью с Королём-личем.

### В World of Warcraft: Wrath of the Lich King
Король-лич появляется только во втором дополнении к World of Warcraft, события которого развиваются через пять лет после окончания Warcraft III: The Frozen Throne. За это время он подавил в своём разуме остатки сознания Нер’зула (орка-шамана, из которого изначально и был создан Король-лич) и самого Артаса, собрал силы нежити и подчинил себе обитателей Нордскола, после чего вновь послал свою армию на войну с расами Калимдора и Восточных королевств. Игрокам приходится выдержать две битвы с Артасом; Король-лич побеждает в обеих, но в первом бою отряду героев удаётся убежать, а после второго паладин Тирион Фордринг разбивает меч Ледяная Скорбь, душа Артаса освобождается, и принц умирает на руках материализовавшегося духа своего отца. Теренас же сообщает, что Плеть будет ещё опаснее без контроля короля, и герой Альянса Болвар Фордрагон приносит себя в жертву, становясь новым Королём-личом.

### В World of Warcraft: Shadowlands
В конце World of Warcraft: Wrath of the Lich King душу Артаса забирает Утер (который находился в Тёмных землях) и сбрасывает его в Утробу, где его забирает Тюремщик. Он использует душу Артаса, чтобы перековать меч короля Альянса Андуина Ринна Шаламейн. Когда герои Азерота освобождают Андуина от контроля Тюремщика, появляется блёклый огонёк, остаток души Артаса, который исчезает на глазах Джайны, Утера и освободившейся Сильваны.

## Вне Warcraft
В игре-кроссовере Heroes of the Storm Артас в виде Короля-лича доступен как игровой персонаж.
В игре Hearthstone доступен как несколько портретов класса рыцарь смерти, один портрет класса паладин и как легендарная карта Король-лич. Также является последним боссом приключения «Рыцари Ледяного Трона» и главным действующим лицом приключения «Марш Короля-лича».

## Критика и отзывы
Warcraft III стала первой игрой Blizzard с большим акцентом на воинах-героях, поэтому развитию образа Артаса Менетила было уделено большое внимание; перед возвращением героя в World of Warcraft: Wrath of the Lich King разработчики также постарались насытить игру отсылками, которые помогут глубже изобразить личность принца. В результате Артас стал популярным персонажем, войдя в списки «50 величайших персонажей видеоигр» журнала Empire, «Доска почёта. Бессмертные» журнала «Мир фантастики», «100 лучших злодеев компьютерных игр» по версии IGN, «47 самых дьявольских злодеев компьютерных игр» от PC World, «шестнадцать зловещих» злодеев по версии GameSpot, читательский рейтинг злодеев в играх MGNews. Отдельной похвалы удостоилась реалистичность персонажа: движение Артаса от вспыльчивого рыцаря до безжалостного злодея протекает очень естественно и объясняется совершенно обыденными личностными недостатками принца, благодаря которым им оказалось легко манипулировать.